# Touch Yello
Touch Yello – album szwajcarskiego zespołu Yello wydany w 2009 roku przez wytwórnię Polydor. Promował go singel The Expert.

## Lista utworów
1. The Expert (2:55)
2. You Better Hide (z udziałem Heidi Happy) (4:15)
3. Out of Dawn (3:13)
4. Bostich (Reflected) (3:57)
5. Till Tomorrow (z udziałem Tilla Brönnera) (4:17)
6. Tangier Blue (2:42)
7. Part Love (3:42)
8. Friday Smile (3:36)
9. Kiss in Blue (z udziałem Heidi Happy) (3:34)
10. Vertical Vision (z udziałem Tilla Brönnera) (4:18)
11. Trackless Deep (3:20)
12. Stay (z udziałem Heidi Happy) (3:02)
13. Electric Frame (z udziałem Tilla Brönnera) (3:36)
14. Takla Makan (z udziałem Dorothee Oberlinger) (8:33)

## Twórcy
- Dieter Meier – wokal, teksty
- Boris Blank – kompozytor, aranżacja, producent, wokal